# Veneta Guenova
Veneta Guenova –en búlgaro, Венета Генова– (1968) es una deportista búlgara que compitió en halterofilia. Ganó una medalla de bronce en el Campeonato Europeo de Halterofilia de 1991, en la categoría de 82,5 kg.

## Palmarés internacional
| Campeonato Europeo | Campeonato Europeo | Campeonato Europeo | Campeonato Europeo |
| Año                | Lugar              | Medalla            | Categoría          |
| ------------------ | ------------------ | ------------------ | ------------------ |
| 1991               | Varna (Bulgaria)   | Medalla de bronce  | 82,5 kg            |